# Vanda motesiana
Vanda motesiana är en orkidéart som beskrevs av Choltco. Vanda motesiana ingår i släktet Vanda och familjen orkidéer.
Artens utbredningsområde är Arunachal Pradesh. Inga underarter finns listade i Catalogue of Life.